# Sashimono (houtverbinding)

Explosietekening van een houten sashimono-lengteverbinding. De twee delen grijpen in elkaar en worden op hun plaats gehouden door een enkele houten pen.

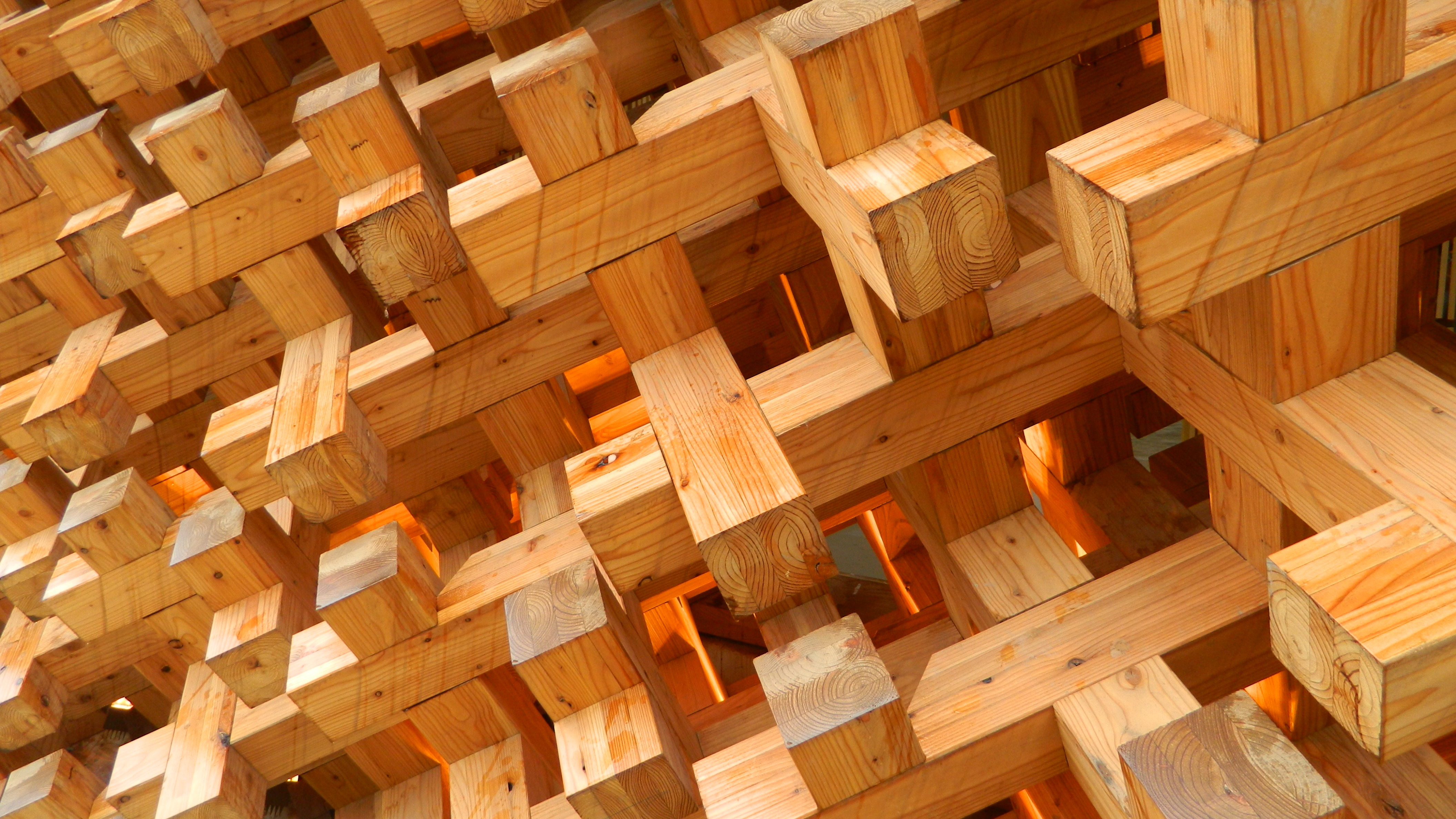
Detail van de houten afscheiding van het Japanpaviljoen tijdens Expo 2015 in Milaan. De houten onderdelen zijn in elkaar gehaakt zonder lijm, spijkers of schroeven.

Sashimono (Japans: 指物; Hepburn: sashimono) is een traditionele Japanse houtbewerkingstechniek waarbij houtverbindingen worden gemaakt zonder het gebruik van bevestigingsmiddelen zoals lijm, spijkers of schroeven. Een ambachtsman die is gespecialiseerd in sashimono wordt een sashimonoshi (Japans: 指物師), een sashimonomeester, genoemd.

## Etymologie
Sashimono is de romaji-transliteratie van de kanji 指物. Het eerste karakter is 指 [sashi] "meten" of "plaatsen" in de kun-lezing, het is afgeleid van het werkwoord: 指す [sasu] "aanduiden" of "wijzen". Het tweede karakter is 物 [mono] "ding" of "object" eveneens in de kun-lezing. Sashimono kan dus worden vertaald als: meetding.
De term is afgeleid van een houten liniaal, een monosashi (Japans: 物差し), die vroeger werd gebruikt om nauwkeurige metingen te kunnen verrichten. Deze nauwkeurige metingen waren nodig om de sashimono-verbindingen te kunnen maken. De term monosashi is gemetatheseerd in sashimono.

## Subvarianten

### Edo-sashimono
Edo sashimono (Japans: 江戸指物) verwijst naar stevige, eenvoudige en functionele meubelstukken die met de sashimono-techniek zijn vervaardigd, de stijl is gericht op duurzaamheid en efficiëntie. Edo-sashimono is ontstaan in Edo, het tegenwoordige Tokio, het machtscentrum van de Tokugawa-shoguns, waar samoerai, handelaren en ambachtslieden woonden. Edo-sashimono wordt door de Japanse regering erkend als een traditioneel Japans ambacht.

### Kyo-sashimono
Kyo sashimono (Japans: 京指物) verwijst naar elegante, verfijnde en esthetische meubelstukken die met de sashimono-techniek zijn vervaardigd, de stijl is gericht op kunstzinnige verfijning. Kyo-sashimono is ontstaan in Kyoto de vroegere keizerlijke hoofdstad van Japan. Kyoto was het culturele en het aristocratische centrum van Japan. Kyo-sashimono is sterk beïnvloed door de verfijnde smaak van de keizerlijke hofhouding, theeceremonie, en boeddhistische tempelkunst. Kyo-sashimono wordt door de Japanse regering erkend als een traditioneel Japans ambacht.